# Amanhã... Será?
Amanhã...Será? é o primeiro single do álbum A Sociedade do Espetáculo, da banda O Teatro Mágico.

## A Música
| “ | ""Amanhã...Será?" é uma canção um tanto quanto politizada, em que trazemos uma referência às revoluções ao redor do mundo. Tentamos abordar esse assunto denso e pesado, dentro de uma estética pop, mas sem o caráter festivo que moldou O Teatro Mágico." | ” |

Segundo Fernando Anitelli, a letra da música é inspirada nas revoluções que aconteceram no Oriente Médio, organizadas pela internet.

## Videoclipe
- O videoclipe foi gravado numa pedreira nos arredores da cidade de São Paulo. Foram utilizadas imagens dos conflitos da 'Primavera Árabe' da TV Al Jazeera, já que a música faz referência às revoluções que estão acontecendo ao redor do mundo[5][6].
- Em pouco mais de três meses após o lançamento, este videoclipe chegou ao primeiro lugar na programação da MTV[7][8]
- Ele foi um dos 25 videoclipes selecionados para fazer parte da programação do FESTCLIP 2012, em Santa Gertrudes-SP[9]
- 2o Lugar - Melhor Videoclipe Nacional (Júri Popular): 5º Edição do Festival de Videoclipes do Tocantins/2012[10]